# August Ramsay
August Ramsay, född den 15 mars 1859 i Dalsbruk, död den 23 juli 1943 i Esbo, var en finlandssvensk affärsman och politiker. Han var brorson till Anders Ramsay, bror till geologen Wilhelm Ramsay, far till Henrik Ramsay och gift med Jully Ramsay.

## Yrkesbana och politik
Mellan 1883 och 1895 var han rektor för Nya svenska läroverket i Helsingfors och därefter VD för Städernas i Finland hypotekskassa. Från 1891 till 1901 verkade han som Finlands förste försäkringsinspektor och blev 1901 ledamot för senaten, chef för handels- och industriexpeditionen, men avgick i samband med att han tog avstånd från offentliggörandet av den ryska illegala värnplikten. 
August Ramsay var VD för flera storföretag; från och med 1902 var han VD i Industriidkarnas i Finland ömsesidiga brandstodsförening. Ramsay var 1902-12 VD för J.C. Frenckell & Son och 1904-12 för H. Borgströms tobaksfabrik. Han var VD för Nordiska föreningsbanken 1913-19 och tog initiativ till grundläggandet av handelskammarinstitutionen och var ordförande i Centralhandelskammaren 1917-26. 
1885-1906 satt Ramsay i lantdagen och var senare finansminister 1919. Vid presidentvalet 1937 tillhörde Ramsay bergsrådsfalangen. 

## Pionjär inom kanotidrott och turism
August Ramsay var även en pionjär inom Finlands turism; han var stiftande medlem i Turistföreningen i Finland. Ramsay utgav även böcker om turism kopplat till landet. Resehandbok öfver Finland anses vara banbrytande. 
1890 utgav Ramsay På sommarfärd i kanot med illustrationer av Alexander Federley. I boken, som gavs ut både på svenska och finska, skildras en kanotfärd från Puumala - Olofsborg. Den innehåller även bland annat ruttförslag, råd och tips, samt konstruktionsritningar. 

## Lokalhistoriker
På Esbogård, som han förvärvade 1914, bedrev Ramsay jordbruk på äldre dagar och ägnade sig åt lokalhistorisk forskning. Han hade ett särskilt intresse där, eftersom gården tidigare hört till släkten i tre generationer i slutet av 1700- och början av 1800-talet, tills hans farfars kusin Adolf Henrik Ramsay  sålde den 1824.

## Utmärkelser
- Sankt Stanislausorden, tredje klass,  1893[6]
- Sankt Annas orden, tredje klass,  1896[6]
- Kommendörstecknet av I klass av Finlands Vita Ros’ orden,  1919[6]
- Kommendör av 1. klass av Nordstjärneorden,  1923[6]
- Storkorset av Finlands Vita Ros’ orden,  1929[6]

[Redigera Wikidata]